# 65357 Антонюччі
65357 Антонюччі (2002 NR55, 1999 XM240, 65357 Antoniucci) — астероїд головного поясу.
Тіссеранів параметр щодо Юпітера — 3,437.